# Entelechie
Entelechie je filosofický pojem, kterým Aristotelés označuje vývoj a pohyb živých organismů i člověka k nějakému vnitřně danému cíli, k druhově specifické dokonalosti. Entelechií housenky je kukla a motýl, entelechií člověka je duše.

## Filosofie
Pojem entelechie (řec. en-telos-echein, mít vnitřně daný cíl) zavedl Aristotelés v „Metafysice“ jako označení spontánního pohybu či vývoje, vedeného daným cílem. Rostlina vyklíčí ze semene a buduje si své tělo podle určitého vzoru, podle své specifické přirozenosti dospělého a dokonalého exempláře. Ten v ní přitom nepůsobí jako přesné schéma, neboť rostlina se dovede přizpůsobit okolnostem a možnostem a dokonce opravovat různá poškození. Posekaná tráva opět doroste a smrk, který ztratil vrcholek, si vytvoří nový. Podobně z vajíčka hmyzu vyroste housenka, zakuklí se a nakonec se vylíhne dospělý motýl – entelechie daného druhu. Z vajíčka, v němž byl motýl pouze v možnosti (řec. dynamei, lat. potentia), vyroste dokonalý motýl jako uskutečnění (řec. energeia, lat. actus). Ačkoli se tedy organismus několikrát podstatně promění, nemůže nikdy zůstat na místě, dokud nedosáhne dospělosti jako svého cíle. Housenka se buďto zakuklí, anebo zahyne.
Entelechií člověka je jeho duše. Jeho podstatným určením, k němuž má směřovat, není jen dospělý jedinec, nýbrž dobrý život ve společenství sobě rovných – v obci. Přirozeným posláním člověka tedy není jen dosažení jistého stavu dospělosti, nýbrž hledání a vedení „dobrého života“. Ten může být buďto praktický, pokud se zaměřuje na různé cíle vyrábění nebo zhotovování, nebo ještě lépe teoretický, jehož konečný cíl nelze předem stanovit. Entelechie tedy původně znamená danou zaměřenost lidského života a jednání k nějakému cíli (teleologie), může však v širším smyslu znamenat i jiné spontánní pohyby, například pohyb dospívání a růstu, jenž je společný všemu živému.
Pojem entelechie pak použil také Gottfried Wilhelm Leibniz jako charakteristiku monády, prototypu živého individua. Odtud jej převzal Kant i Hegel, u nichž však nehraje velkou roli. Pro vitalistického biologa Hanse Driesche je entelechie jednou z hlavních charakteristik všeho živého, moderní biologie se však pojmu entelechie vyhýbá a věnuje se vysvětlování biochemických mechanismů růstu, určovaného zejména geneticky.